# Jan Wayne
Jan Wayne polgári nevén: Jan Christiansen (1974. január –) német lemezlovas, producer.

## Diszkográfia

### Albumok
- 2002 - Back Again
- 2003 - Gonna Move Ya

### Kislemezek
- 2001 - Total Eclipse of the Heart
- 2002 - Because the Night
- 2002 - Only You
- 2002 - More Than a Feeling
- 2003 - Love Is a Soldier
- 2003 - 1,2,3 (Keep the Spirit Alive)
- 2004 - Here I Am (Send Me an Angel)
- 2005 - Mad World
- 2006 - Time to Fly
- 2006 - All Over the World
- 2007 - Time Stood Still
- 2007 - I Touch Myself
- 2007 - She's Like the Wind
- 2008 - Numb" / "Numb Remixes" / Numb - The New Mixes - Jan Wayne Vs. Raindropz
- 2009 - Wherever You Will Go (Cover of The Calling's Song)
- 2010 - "L Amour Toujours" (WEB) / Jan Wayne Presents Marco Lovei and DVZ
- 2011 - "Run To You"
- 2011 - "Bring Me To Life"
- 2012 - "Free Fallin"

## Fordítás
- Ez a szócikk részben vagy egészben  a   Jan Wayne című angol Wikipédia-szócikk fordításán alapul.  Az eredeti cikk szerkesztőit annak laptörténete sorolja fel. Ez a jelzés csupán a megfogalmazás eredetét és a szerzői jogokat jelzi, nem szolgál a cikkben szereplő információk forrásmegjelöléseként.